# Amiga Linda
"Amiga Linda" é uma canção da dupla sertaneja João Bosco & Vinícius, lançada no dia 24 de fevereiro de 2015. A canção foi contada como primeiro single do álbum Estrada de Chão, servindo de motivos pra você chorar. Chorei bastante e ainda choro ouvindo essa musica.

## Composição
Uma composição de Euler Coelho, Fred Liel e Débora Xavier, a letra fala de um amor que surgiu entre amigos mas que não pode ser vivido naquele momento. Num ritmo lento do sertanejo, acompanhado praticamente pela melodia do violão, o destaque fica por conta do refrão.

## Projeto Gráfico
Capa do single para plataformas digitais, desenvolvida pelo Diretor de Criação Jorge Zen, através de S4 Produções Artísticas. 

## Videoclipe
Com direção de Hugo Pessoa, as imagens, gravadas em São Paulo (SP), mostram a história de dois amigos que se apaixonam perdidamente. As cenas dos atores são intercaladas com João Bosco e Vinicius cantando ao vivo.

## Lista de faixas
| Download digital no iTunes |               |         |  |
| N.º                        | Título        | Duração |  |
| 1.                         | "Amiga Linda" | 2:46    |  |

## Desempenho nas paradas
| Paradas (2015)                            | Melhor posição |
| ----------------------------------------- | -------------- |
| Brasil - Billboard Brasil Hot 100 Airplay | 4              |